# Honda Zest
La Honda Zest est un modèle du constructeur automobile japonais Honda. Il s'agit d'une petite voiture, appartenant à la catégorie des keijidōsha, lancée en février 2006 sur le marché japonais.
Venant épauler la Honda Life, la Zest n'est pas vraiment parvenue à s'imposer. Après une bonne année 2006 et près de 72 000 ventes, cette petite Honda a perdu 35 % de sa diffusion dès 2007 pour tomber à 47 000, puis encore 10 % en 2008 avec 42 000 ventes, lorsque la Life frôle les 100 000. La Zest a en revanche plutôt bien passé l'année 2009, avec des ventes en légère hausse (+ 3 %). En 2010, un peu moins de 38 500 Zest ont été vendues au Japon.
À la fin de l'année 2008, le modèle Zest Sports a été remplacée par la Zest Spark, dont la promotion fut assurée au Japon par la star Ayumi Hamasaki.
La production de la Zest a été arrêtée en juin 2012.